# Avril 2008 en France
Chronologie de la France
2006 en France - 2007 en France - 2008 en France - 2009 en France - 2010 en France
Janvier - Février - Mars - Avril - Mai - Juin - Juillet - Août - Septembre - Octobre - Novembre - Décembre -

## Chronologie
- Du 1er au 24 avril, dix-sept policiers se sont suicidés.
- La première hydrolienne[1] de France baptisée « Sabella », devrait prendre place sous l’eau au mois d’avril.

### Mardi1eravril
- Jean-Pierre Chevènement, défend la nouvelle réforme des programmes de Xavier Darcos, en tant qu'ancien ministre de l'Éducation nationale entre 1984 et 1986.
- Le Printemps des comédiens de Montpellier renonce à inviter une troupe artistique de moines tibétains après que les autorités chinoises ont demandé de garantir « qu'il n'y aurait pas de problèmes ».
- Le fondateur de la Tribu Ka, dissoute en 2006 pour antisémitisme, Kemi Seba, est condamné à six mois de prison dont deux mois ferme, pour avoir reconstitué son organisation.
- La douane indique qu'en 2007, 642 affaires de trafic d'animaux protégés ont été traitées en France, concernant quelque 25 000 spécimens.

### Mercredi 2 avril
- Le Conseil de la concurrence, estime que les appels des sept syndicats médicaux à des majorations systématiques d'honoraires ont constitué une entente illégale qui a entraîné une hausse du prix des soins de 180 millions d'euros entre 2001 et 2005.
- La SHEM du groupe d'énergie et de propreté Suez a mis en service le barrage hydroélectrique souterrain de La Verna à Sainte-Engrâce, situé à 700 mètres de profondeur dans le gouffre de la Pierre-Saint-Martin [2].
- La compagnie aérienne low-cost Ryanair inaugure la première ligne de sa nouvelle offre sur les lignes intérieures françaises.

### Jeudi 3 avril
- Le rapport de la Mission interministérielle de vigilance et de lutte contre les dérives sectaire (Miviludes), met l'accent sur les nouvelles approches des sectes : lobbying auprès des entreprises, multiplication de pseudo-thérapies visant à l'« accomplissement de soi », incursions dans le secteur de l'humanitaire, développement des cas de « syndromes des faux souvenirs »[3]. Le président de l'Assemblée nationale, Bernard Accoyer, estime qu'il y aurait en France « des centaines de milliers de victimes de groupes sectaires » et réclame que le décret sur l'encadrement du titre de psychothérapeute puisse enfin être mis en application.
- Le groupe Leclerc lance une attaque contre le monopole des pharmacies en proposant de vendre 25 % moins cher les médicaments à prescription facultative dans ses 110 parapharmacies. En Italie où la vente de produits médicaux est autorisée depuis juillet 2006, les pharmacies ont réduit leurs tarifs de 10 % en moyenne.

### Vendredi 4 avril
- Le ministre des Comptes publics, Éric Woerth, en présence du président de la République, présente les 166 mesures qui ajoutées aux cent autres prises en décembre, sont destinées à enrayer le déficit public. Parmi elles, le non-remplacement d'un fonctionnaire sur deux partant en retraite, la réforme de la carte militaire et celle des ambassades, le développement de la vidéoconférence dans le cadre des enquêtes judiciaires, la mise en place de surloyers pour certains locataires de logements sociaux, le recentrage des aides à l'investissement locatif, la création des agences régionales de santé et le regroupement par pôle des agences sanitaires, recentrage des contrats aidés à l'emploi, la fusion de certains grands corps de fonctionnaires, la réforme du lycée et de la condition enseignante, redéfinition des budgets universitaires et de recherches...
- Publication du rapport ministériel sur les cent six pentes routières les plus dangereuses en France. L'audit avait été demandé après le drame de la descente Laffrey en Isère lors duquel 26 pèlerins polonais avaient trouvé la mort le 22 juillet 2007.

### Samedi 5 avril
- Première en France. 17 salles de cinéma projettent en direct l'opéra La Bohème de Puccini, par vidéotransmission depuis le Metropolitan Opera de New York. Quatorze autres pays dont l'Allemagne, la Belgique et la Pologne participent aussi à l'opération.

### Dimanche 6 avril
- Organisation d'une marche blanche pour Íngrid Betancourt qui a réuni à Paris plusieurs milliers de personnes. Mais selon la sœur d'Ingrid, la mission humanitaire française a peu de chances de succès tant que le gouvernement français n'aura pas expliqué les contreparties positives que la guérilla des Farc peut attendre.
- 148 tombes sont profanées dans le carré musulman du cimetière militaire de Notre-Dame-de-Lorette près d'Arras, le plus grand de France. Les gendarmes ont relevé 175 inscriptions à connotation racistes, profanatoires ou injurieuses à l'encontre la ministre de la Justice, Rachida Dati. En moins d'un an il s'agit de la seconde profanation de ce lieu de mémoire qui comprend quelque quarante mille tombes dont vingt-deux mille cinq cents de soldats inconnus et qui est visité par quelque trois cent mille personnes chaque année.

### Lundi 7 avril

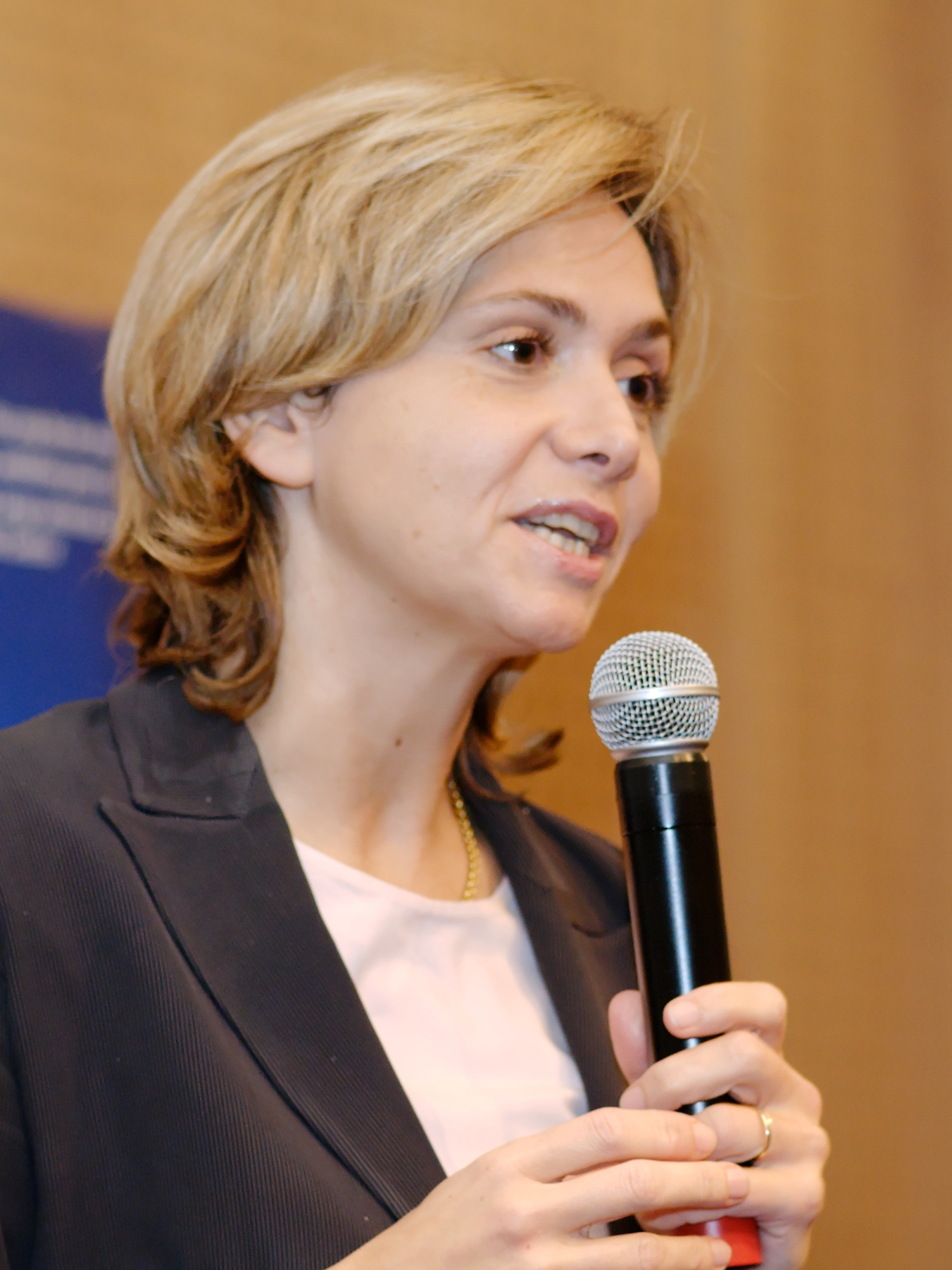
Valérie Pécresse (décembre 2007)

- Le ministre Xavier Darcos lance le chantier des stages de rattrapage gratuits pendant les vacances de printemps pour les enfants de CM1-CM2 en difficulté, mis en place pour la première fois dans 128 écoles primaires pour 2460 élèves. De son côté, la ministre Valérie Pécresse lance l'opération d'orientation active s'adressant aux lycéens et aux étudiants, pour lutter contre les mauvaises orientations et les échecs. Quatre cent cinquante mille lycéens se sont déjà préinscrits, pour bénéficier de cette orientation. Les futurs bacheliers formulent des vœux d'inscription auxquels les universités répondent par un avis sur leur chance de succès. 1,75 million de vœux réels ont ainsi été recueillis par le ministère ce qui va lui permettre d'adapter son offre de formation.
- Le passage de la flamme olympique est perturbé par de nombreux incidents malgré un dispositif policier renforcé (plus de trois mille policiers, des centaines d'agents de la sécurité civile et des pompiers). Les manifestants n'ont pas hésité à aller au contact et ont à plusieurs reprises fait céder la « bulle » policière protégeant le porteur de la flamme.
- Une semaine après sa libération, Éric Breteau, présente son livre L'Arche de Zoé, les dessous d'une affaire d'État (éd. Plon) et entame un marathon médiatique pour sa promotion.
- Une bande d'une trentaine de jeunes agresseurs après s'être introduit de force dans le lycée Olympe-de-Gouges à Rosny-sous-Bois ont malmené physiquement le directeur et le conseiller principal d'éducation, se sont attaqués à des élèves et ont détruit une exposition d'art plastique.
- Quatre collégiens de 14 ans prennent l'initiative de faire évacuer les vingt-cinq autres enfants d'un car scolaire du département de la Mayenne pour les mettre à l'abri des agissements du conducteur qui "n'allait pas bien", "roulait trop vite" et "insultait les enfants" ; ce dernier furieux les a abandonné sur le bord de la route.

### Mardi 8 avril
- Le secrétaire d'État aux Transports, Dominique Bussereau, présente le contenu de la loi de réforme des grands ports français : privatisation des grues et des portiques des ports autonomes.

### Mercredi 9 avril
- En visite en Corse, la ministre de l'Intérieur, Michèle Alliot-Marie, fait état d'une baisse du nombre d'attentats sur le premier trimestre (34 contre 62 en 2007 pour la même période).
- La loi de mobilité des fonctionnaires est présentée. Elle prévoit entre autres des primes pour faciliter les restructurations, d'autres pour les inciter à accepter des postes dont personne ne veut, et d'autres pour inciter les agents à créer leur entreprise.
- La secrétaire d'État à l'Environnement, Nathalie Kosciusko-Morizet, est contrainte par le premier ministre François Fillon de présenter ses excuses après avoir dénoncé "la lâcheté et l'inélégance" du président du groupe UMP à l'Assemblée nationale, Jean-François Copé, et critiqué son ministre de tutelle Jean-Louis Borloo. Elle avait été furieuse d'avoir été la cible des critiques des députés de la majorité pour son "manque de clarté" dans le débat et pour ne pas les avoir mobilisés ce qui a conduit au vote d'un amendement anti-OGM présenté par le député communiste André Chassaigne.
- Le Tribunal de Nanterre ouvre une instruction sur des contrats pétroliers passés le 1er mars 1993 en Russie entre l'ex-Elf (aujourd'hui Total) et les deux régions russes de Volgorad et de Saratov. Une première plainte déposée en août 2006 fait état d'un préjudice total maximum de 170 milliards de dollars. Il s'agit en fait de contrats d'exploitation négociés par Loïk Le Floch-Prigent et jamais mis en œuvre par son successeur Philippe Jaffré qui l'avait remplacé en 1993. On retrouve dans cette affaire l'intermédiaire André Guelfi qui devait toucher 3 % des recettes et qui réclame des dommages et intérêts.
- Après la hausse de 4 % au 1er janvier, le gouvernement annonce une hausse de 5,5 % du prix administré du gaz pour le 1er avril.

### Jeudi 10 avril
- Le sénateur Gérard Larcher, ancien ministre et ancien président de la Fédération hospitalière de France remet au Président Nicolas Sarkozy son rapport sur la réorganisation de la carte hospitalière en France.
- Dans le cadre de l'enquête sur les retraits suspects de l'UIMM, une perquisition a eu lieu au siège du Medef.
- La manifestation de Paris des lycéens et enseignants contre les 11 200 suppressions de postes dans l'éducation a rassemblé 19 000 manifestants selon la police (35 000 selon les syndicats lycéens).

### Vendredi 11 avril

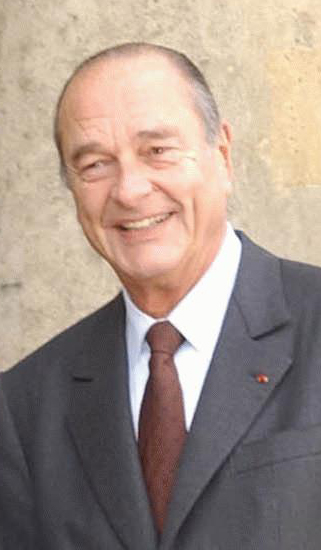
Jacques Chirac

- L'ancien président Jacques Chirac, âgé de 75 ans, s'est fait poser un stimulateur cardiaque (pacemaker), à la suite d'un accident vasculaire cérébral mineur qu'il avait eu en septembre 2005.
- Publication par la Direction centrale de la sécurité publique (DCSP) des violences en milieu scolaire recensées dans les zones urbaines sur des élèves : 1 365 violences volontaires avec incapacité temporaire de travail supérieure à 8 jours, 8 032 violences volontaire sans ITT, 2 015 affaires de rackets, 764 affaires de viols, attentats à la pudeur et agressions sexuelles, 89 actes antisémites et racistes, 11 affaires de bizutage, 273 affaires de port d'armes en milieu scolaire, 43 suicides, 87 010 fugues, 385 mineurs mis en cause pour trafic de drogue et 209 affaires de violences avec armes.
- Le président de l'Assemblée nationale, Bernard Accoyer autorise désormais les députés à utiliser leur ordinateur portable pendant les séances, nonobstant certaines restrictions : le son devra être désactivé, l'écran devra être orienté vers soi, il ne devra pas être utilisé pendant les questions au gouvernement, il ne pourra fonctionner que sur batterie, l'utilisation d'Internet et la communication avec l'extérieur sont interdites et de toute façon impossibles en raison du brouillage des téléphones portables en vigueur depuis le printemps 2005.
- La Cour d'appel de Rennes, sur renvoi de la Cour de Cassation, condamne Ségolène Royal à verser à leurs salaires à deux ex-collaboratrices. L'affaire a commencé en 1997 ; à la suite de la dissolution de l'Assemblée nationale, Ségolène Royal licencie ses deux attachées parlementaires, cependant elles ont continué à travailler pour elle, sans être payées, pendant toute la campagne législative, puis pendant quelques mois après son entrée au gouvernement de Lionel Jospin. Frédéric Lefebvre, porte-parole de l'UMP, déclare : Avec Ségolène Royal, c'est travailler plus pour gagner rien du tout. Patrick Devedjian commente : « Ce que nous dénonçons, ce n'est pas la faute, c'est la tartufferie. Qui donne des leçons de morale et d'éthique tous les jours ? C'est la gauche ! Et elle se conduit comme le pire des patrons. »
- Le cimetière Saint-Hilaire de Marville (Meuse) a été profané. De jeunes vandales dans l'enceinte du cimetière et une voiture hollandaise garée à proximité ont été repérés. Le cimetière situé à proximité de la frontière belge est renommé pour son ensemble remarquable de tombeaux du XVe au XIXe siècle.

### Samedi 12 avril
- Le moteur d'un bus de Mulhouse, transportant 35 enfants et 8 adultes vers une colonie de vacances des Vosges, prend feu accidentellement à Orbey (Bas-Rhin). Les passagers ont pu tous descendre avant que le bus s'embrase totalement, sept personnes ont cependant été blessées.

### Dimanche 13 avril

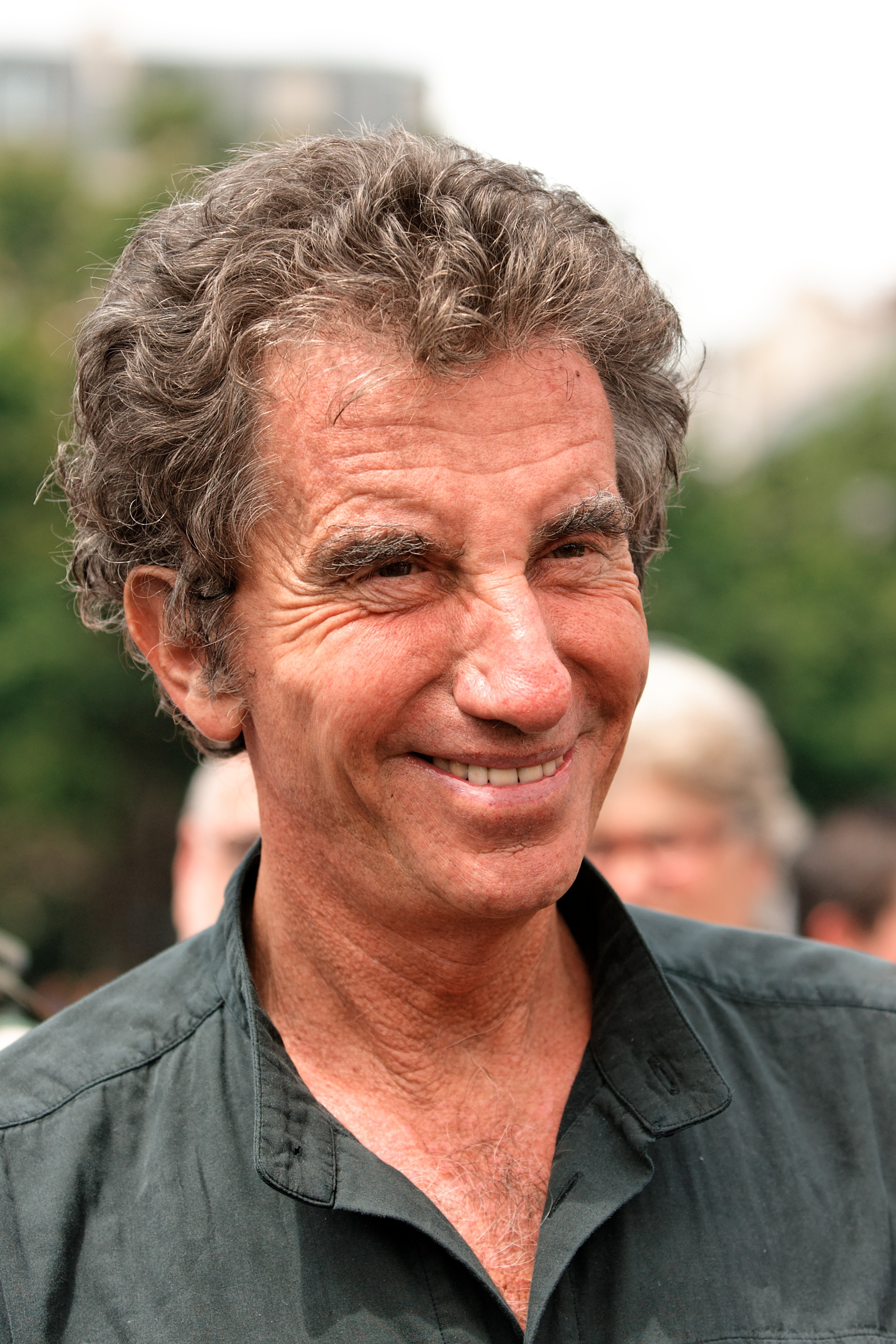
Jack Lang
(juin 2008)

- Jack Lang reproche au Parti socialiste d'avoir renoncé, dans le cadre de la réforme des institutions, à l'exigence d'interdiction du cumul des mandats et des fonctions : « C'était l'exigence des socialistes depuis toujours que d'exiger qu'un parlementaire ne soit que parlementaire [...] J'aimerais que les convictions fortes l'emportent sur les petites considérations tactiques et les petites querelles secondaires de personnes [...] La France est le seul pays démocratique au monde où on accepte qu'un parlementaire soit autre chose que parlementaire, et qu'un ministre puisse aller passer trois jours par semaine dans sa commune ou sa région. »
- L'UMP et le PS passe un accord de gestion pour la Communauté urbaine de Bordeaux (CUB). Alain Juppé, maire de Bordeaux, devient le premier vice-président (59 sièges) et Vincent Feltesse, maire de Blanquefort, prend la présidence (61 sièges).
- L'association France Justice, réunie en congrès, réclame de porter de dix à vingt ans la prescription pour les crimes commis par des tueurs en série et la création d'un fichier ADN européen.
- Dans l'affaire du "Bugaled Breizh" coulé le 15 janvier 2004, les deux juges d'instructions de Quimper estiment dans une note rédigée en février que l'hypothèse du sous-marin entraînant par le fond le chalutier "est la plus sérieuse en l'état du dossier". Un sous-marin hollandais, le "Dolfjin" avait été aperçu naviguant dans la zone immédiate de l'accident et un autre sous-marin britannique, le "Turbulent" se trouvait aussi dans la zone au moment du naufrage. Les familles sont, depuis le début de l'affaire, convaincues qu'un sous-marin a accroché les câbles du chalut et a entrainé le bateau par le fond avant de prendre la fuite.

### Lundi 14 avril
- La ministre de la Justice, Rachida Dati, installe la commission chargée de réformer l'ordonnance de 1945 sur la délinquance des mineurs. Le président en est André Varinard, professeur de droit à l'université de Lyon-III et la commission comprend 32 membres. Elle a pour mission de remettre à plat tous les textes afin de tracer un parcours "gradué" afin que désormais chaque acte soit sanctionné par une réponse pénale correspondant à une véritable hiérarchisation dans la gravité des faits. Elle devra également fixer un âge minimum de responsabilité pénale.
- Le président de la Fédération hospitalière française, le socialiste Claude Évin, dénonce la « faillite des hôpitaux publics », « Leur sous-financement asphyxie petit à petit nos établissements et menace maintenant le service public ». Selon la FHF, l'année 2007 s'est terminée avec un déficit moyen représentant 1,5 % de leur budget, soit en valeur absolue plus de 800 millions d'euros. Cet état de fait serait essentiellement dû à un coût des actes, évalué par les services du ministère de la Santé et déconnecté de la réalité et des obligations statutaires, de plus le passage aux 35 heures a obligé les hôpitaux à embaucher près de 45 000 personnes. De ce fait, en 2008, de nombreux projets d'investissement doivent être reportés et un plan de réduction des effectifs de 20 000 personnes devrait être engagé.
- Le prêt à la création d'entreprise, mis en place en l'an 2000, et géré par Oséo, a passé les 100 000 prêts accordés. Au total, pour un financement de 2,6 milliards d'euros, ce programme, créé pour financer de petits projets inférieur à 45 000 euros, a permis de créer 122 500 emplois, dont 80 % dans les secteurs des services, du commerce et du BTP.
- Des parlementaires proposent la création d'un fonds souverain français sous forme d'"un fonds privé à finalité publique", "alimenté par notre colossale épargne domestique, au moyen d'une fiscalité attractive". Son objectif serait d'investir en euros sur les marchés étrangers, ce qui permettrait de profiter de la force actuelle de la devise européenne et de participer à la réindustrialisation de l'Europe et de la France suivant des critères d'investissement privé.

- Le Collectif contre l'homophobie saisie la Halde et la Cnil pour s'opposer au recueil de certaines données sensibles par le nouveau logiciel Ardoise (Application de recueil de la documentation opérationnelle et d'information statistique sur les enquêtes) prochainement opérationnel dans la Police nationale et actuellement en phase d'expérimentation. Parmi les données sensibles sujettes à caution figurent la possibilité de recueillir des informations sur l'orientation sexuelle, le handicap, l'appartenance syndicale ou sectaire des personnes apparaissant dans une affaire.
- Le Comité central d'hygiène et de sécurité de la police nationale va étudier la question des suicides dans la police qui se sont élevés à 47 en 2007.
- Selon l'hebdomadaire L'Express, les syndicats CGC (cadres) et UNSA (autonomes et fonctionnaires) s'apprêtent à fusionner.
- Par rapport à janvier-février 2007, la consommation en volume de certains produits a évolué fortement en France : farines +7,4 %, œufs +1,2 %, céréales -3,3 %, pâtes fraîches -5,1 %. La part de marché des hard-discounts est passé de 13,3 % à 14,2 %, et les marques distributeurs en produits alimentaires montent à 21,7 %.
- Une femme pyromane de 52 ans reconnaît avoir mis le feu à 24 voitures dans les rues de Paris en une dizaine de jours.

### Mardi 15 avril

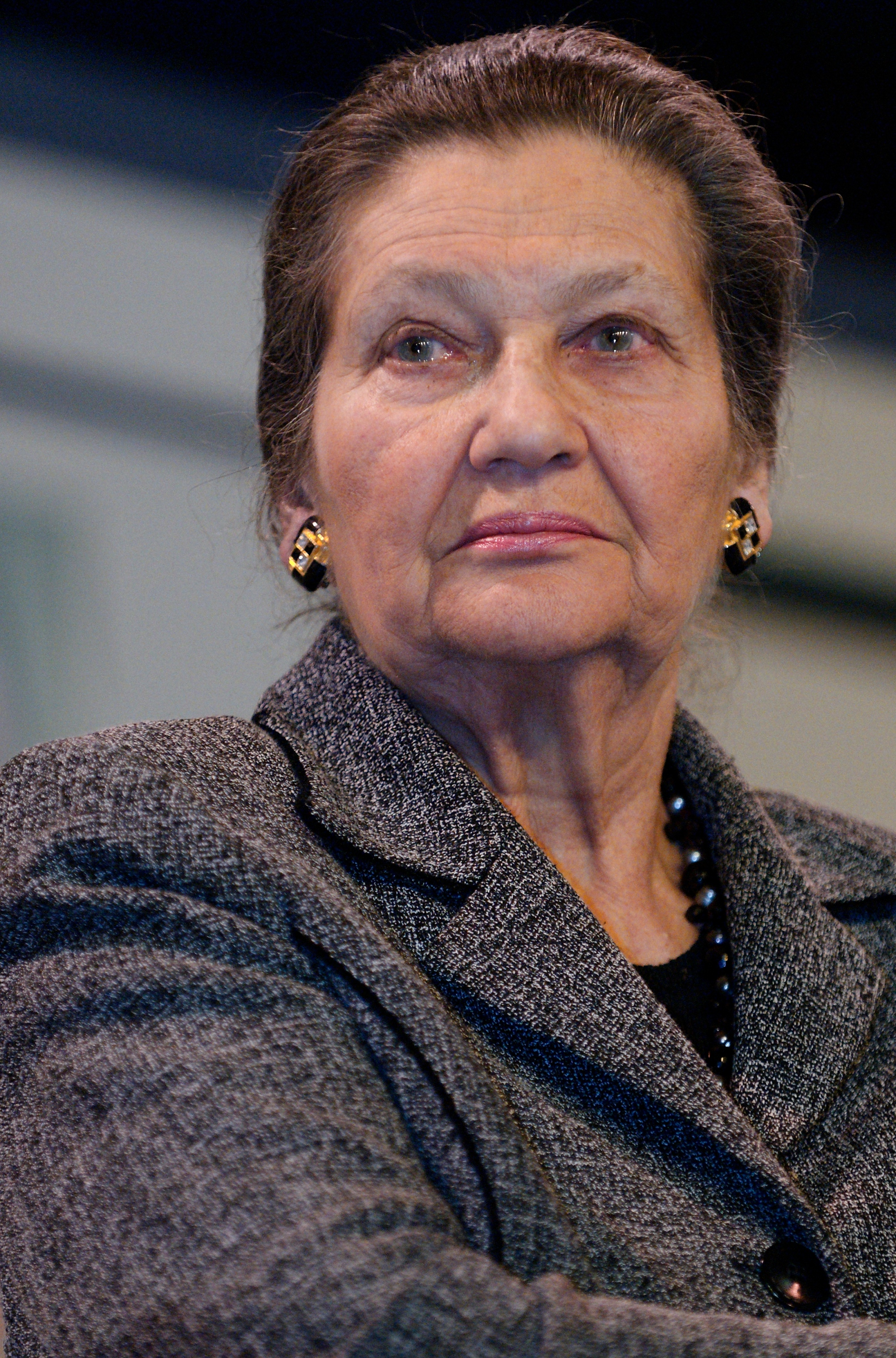
Simone Veil
(février 2008)

- Le président Nicolas Sarkozy installe le comité de réflexion sur le préambule de la Constitution, présidé par Simone Veil et chargé de « garantir l'égalité de l'homme et de la femme, assurer le respect de la diversité et ses moyens, rendre possibles de véritables politiques d'intégration, répondre au défi de la bioéthique ». Le président a aussi évoqué d'autres pistes comme « la reconnaissance du principe de dignité de la personne humaine, le pluralisme des courants d'expression et des médias, le respect de la vie privée et la protection des données personnelles, ou encore l'ancrage européen de la République ».
- Le président du Nouveau Centre, Hervé Morin, ministre de la Défense en activité, affirme ses options les plus importantes relatives à la réforme de la constitution : introduction d'une dose de proportionnelle dans le mode électoral des députés, interdiction à l'État de présenter un budget en déficit, permission donnée au président de la République de venir s'exprimer devant le Parlement, opposition à la proposition de François Fillon pour la réforme du mode de scrutin des élections régionales.
- La mission parlementaire de la commission des finances estime que l'Insee doit compléter plutôt que réformer sa batterie d'indicateurs. S'agissant de l'inflation, la mission propose « de publier systématiquement l'indicateur de pouvoir d'achat par unité de consommation » mais aussi « par décile de niveau de vie » comme le recommande la commission Quinet. S'agissant des chiffres du chômage, la mission propose que soient étudiés « les moyens de publier à un rythme mensuel les chiffres du chômage BIT ». S'agissant des statistiques locales, la mission demande à l'Insee de faire preuve de plus de pédagogie et demande un rapport d'amélioration. S'agissant de la réforme de l'Insee, dans le cadre de la loi de modernisation de l'économie, la mission propose d'inscrire dans le droit l'indépendance de la statistique publique et de la faire chapeauter par un comité scientifique du Comité national de l'information statistique (CNIS).

- Selon le député Luc Chatel, le dispositif de revitalisation des bassins d'emplois touché par des restructurations, aurait permis de « recréer cinquante mille emplois » depuis 2002 avec un investissement global de 240 millions sur ces sites.
- L'inflation atteint 3,2 % depuis un an, la plus forte hausse depuis 1991. Le SMIC est relevé de 2,3 % au 1er mai.
- Selon la Commission économique de la Nation : 
  - Pour 2008, la croissance se situerait entre 1,7 % et 2,0 %, contre 1,9 % en 2007, avec un déficit public de 2,5 % du PIB et une inflation de 2,2 % en fin d'année. Le paquet fiscal de l'été 2007 apporte 0,3 point de croissance. 190 000 emplois nouveaux devraient être  créés. Le déficit commercial devrait se monter à 44 milliards contre 39,5 milliards en 2007.
  - Pour 2009, elle prévoit une croissance entre 1,75 % et 2,25 % et un déficit public de 2,0 % du PIB et une dette en décrue à 63,2 % du PIB fin 2009 et une inflation de 1,6 %. 225 000 emplois nouveaux devraient être créés.
- Le Comité national olympique et sportif français (CNOSF), par la voix de son président Henri Sérandour, confirme que le badge « Pour un monde meilleur », empruntés à la charte olympique et que les sportifs français souhaitaient porter épinglé sur leur tenu olympique, contrevenait à l'article 51 de cette même charte : « Aucune démonstration ou propagande politique, religieuse ou raciale n'est autorisée dans les enceintes olympiques », mais propose pour tenter d'éviter les critiques de donner un écho international au slogan : « Ce badge était un badge franco-français, mais s'il y a une action à Pékin, il faut qu'elle soit acceptée par tout le monde », alors que la porte-parole du CNOSF, Emmanuelle Moreau laissait entendre qu'il n'avait pas « formellement interdit » le port du badge.
  - Le secrétaire général de Reporters sans frontières juge l'interdiction « affligeante ».
  - Le député UMP Lionnel Luca, président du groupe d'études sur le Tibet à l'Assemblée nationale déclare : « Le président du CNOSF a tombé le masque : après avoir donné l'impression d'adhérer à l'initiative des sportifs [...]' passés la flamme olympique et l'émoi suscité, on veut surtout éviter d'indisposer le comité olympique chinois en espérant que tout cela se calme. La duplicité est-elle une valeur olympique ? »
  - Le député socialiste Vincent Peillon déclare : « Le comité olympique est en train de se déconsidérer, ce n'est pas tout à fait la première fois, et c'est dommage pour le sport de haut niveau. »
  - Le député des Verts, Noël Mamère accuse le président de CNOSF de s'être « couché » devant les autorités chinoises.
  - Le secrétaire d'État aux Sports, Bernard Laporte, déclare : « Je trouve cela regrettable. Moi, je trouvais ce badge pas très agressif, il n'attaquait ni la Chine, ni rien » et souhaite que « tout le monde boycotte la cérémonie d'ouverture ».
  - Le perchiste Romain Mesnil, président du syndicat des athlètes, déclare : « Ce qui est important, c'est les valeurs de l'olympisme. Ce badge pointe ça. Le refuser, c'est remettre en cause les valeurs de l'olympisme. »
  - Le triple champion olympique David Douillet, coprésident de la commission des athlètes du CNOSF, déclare après avoir rencontré Nicolas Sarkozy, que « le président soutient les athlètes français dans leur démarche et il invitera une délégation à les rencontrer », ajoutant au sujet de la proposition de badge international : « Ça n'a de sens que si une majorité d'athlètes du monde entier est d'accord. Les discussions et les négociations avec le CFIO sont toujours en cours. Ce ne sera pas avec le logo Franc, ce sera les anneaux avec un extrait de la charte olympique. »

- La manifestation de Paris des lycéens et enseignants contre les 11 200 suppressions de postes dans l'éducation a rassemblé 20 000 manifestants selon la police (40/50 000 selon les syndicats lycéens) soit le même niveau que celle du 10 avril. La grève est suivie dans les académies qui ne sont pas en vacances par 19 % des enseignants.
- La fédération des parents d'élèves de la PEEP dénonce les manifestations lycéennes et leur récupération comme « de formidables leviers d'opposition politique » et dit « non aux blocages et occupations d'établissements illégaux » tels qu'ils se développent depuis cinq semaines et causant de nombreuses altercations entre des parents d'élèves exaspérés, contre les enseignants politisés et les lycéens bloqueurs[4].

- Lors du bureau national du parti socialiste, la question de l'exclusion du sénateur Michel Charasse s'est posée. La procédure a été lancée par sa fédération du Puy-de-Dôme ; il lui est officiellement reproché son attitude « politiquement incorrecte » et ses trop nombreuses incartades « droitières » à la doctrine socialiste, sa liberté de ton et sa « grossièreté ». De fait, il lui est reproché de soutenir le président ex-socialiste du conseil général, Jean-Yves Gouttebel, élu contre l'avis de la fédération socialiste, et d'avoir reçu, lors de la campagne présidentielle, le candidat Nicolas Sarkozy dans sa mairie de Puy-Guillaume.

- Lors d'une opération de contrôle du travail au noir dans le département des Pyrénées-Orientales, une cinquantaine de travailleurs immigrés illégaux ont été interpelés.
- Le syndicat CGT décide de relancer la bataille des régularisations. Plus de deux cents immigrés en situation irrégulière mais salariés d'entreprises franciliennes des secteurs du nettoyage, des transports, de la restauration et des services à domicile se sont mis en grève. La grève touche des entreprises comme Veolia, Cogedim, Arcadem, ISS ou les chaines de restaurants Chez Papa et Pizza Mazzano.
- Le projet de fusion entre les deux syndicats UNSA et CGC est la cause de beaucoup de remous et de déclarations dans le monde syndical et dans ces deux syndicats. Une partie des adhérents de la CFTC serait favorable à ce que leur syndicat rejoigne ce nouveau front de syndicats réformistes.
- Selon le président du conseil de surveillance du Fonds de réserve des retraites, Raoul Briet, la baisse récente des marchés financiers a affecté la valeur du Fonds, investi à 60 % en actions. Par rapport à son plus haut, près de 35 milliards d'euros en 2007, sa valeur a fondu de 10 %.
- Le ministre français, Brice Hortefeux, est en Égypte pour finaliser un accord bilatéral de gestion des flux migratoires, "en synergie avec le pacte européen sur l'immigration" et s'inspirant de celui que l'Égypte a signé avec l'Italie en 2005. Cet accord, qui devrait être signé d'ici la fin 2008, prévoit un quota annuel de sept mille migrants dans des domaines professionnels précis. Il y aurait actuellement en France entre vingt et cinquante mille immigrés égyptiens en situation irrégulière contre 8 500 en situation régulière.

- La fédération nationale de la pêche annonce qu'une étude va être menée pendant cinq années auprès de vingt mille pêcheurs pour détecter dans le sang la présence de PCB (pyralènes) et leur effet sur la santé. Ces PCB qui se sont accumulés dans les sédiments des rivières et des lacs sont soupçonnés de provoquer des cancers et des retards de croissance en cas de consommation des poissons de fond.
- Les députés votent une loi pour lutter contre l'apologie de l'anorexie et de l'extrême maigreur dans divers médias (sites internet, presse écrite ou audiovisuelle, blogs). Les peines encourues sont de deux ans de prison et 30 000 euros d'amende, augmentées de 50 % « lorsque cette recherche de la maigreur excessive a provoqué la mort de la personne ». Selon le psychiatre Xavier Pommereau, spécialiste de l'anorexie : « L'anorexie mentale n'est pas un simple phénomène d'imitation. C'est une maladie mentale et on ne prévient pas une maladie par une loi. Le dépistage des premiers signes inquiétants constitue la meilleure prévention. »

### Mercredi 16 avril
- Après les incidents sur les OGM et la carte de famille nombreuses, le président Nicolas Sarkozy, lors du Conseil des ministres, rappelle à l'ordre les membres du gouvernement et les menace de renvoi ! « Je souhaite que, pour l'efficacité de l'action, il y ait de la solidarité et, une fois les arbitrages rendus, que le gouvernement soit uni derrière les décisions qui sont prises [...] J'ai déjà eu l'occasion de vous le dire quatre ou cinq fois. Je ne le répèterai pas une sixième ». Thierry Saussez est désormais chargé de veiller à la « coordination » de l'expression des ministres.
- Le ministre du Budget, Éric Woerth, met en place la délégation nationale à la lutte contre la fraude (DNLF), dirigée par Benoît Parlos. Cette nouvelle structure est chargée de faire tomber les frontières administratives, de développer les échanges d'informations et de faciliter les croisements de fichiers. Ses premières missions : le contrôle des aides au logement, les abus de l'assurance-chômage et les activités marchandes sur internet.
- Selon un rapport de la Cour des comptes, dix ans après la réforme de l'organisation du système ferroviaire français, « la séparation des rôles entre le gestionnaire des infrastructures RFF et la SNCF a créé de sérieux dysfonctionnements », se traduisant par une confusion des responsabilités. À sa création, la RFF a récupéré une grande partie de la dette de la SNCF pour un montant de 20 milliards d'euros auxquels se sont ajoutés des emprunts de 7 milliards d'euros pour la création des lignes nouvelles TGV. En 2007, les frais financiers se sont montés à 1,4 milliard d'euros et le déficit comptable est monté à 800 millions d'euros, alors que la SNCF a réalisé 1 milliard de bénéfices. La Cour des comptes estime que l'organisation ferroviaire « n'a pas trouvé son équilibre économique » et que « son avenir n'est pas assuré » et nécessite de « trouver les moyens pour que le réseau soit mieux entretenu, plus performant et mieux utilisé ». Elle préconise de fermer certaines lignes — près de la moitié des 13 600 km de voies ne supporte que 6 % du trafic — et demande à l'État de prendre à sa charge 12 à 13 milliards de dettes que RFF ne pourra jamais rembourser.

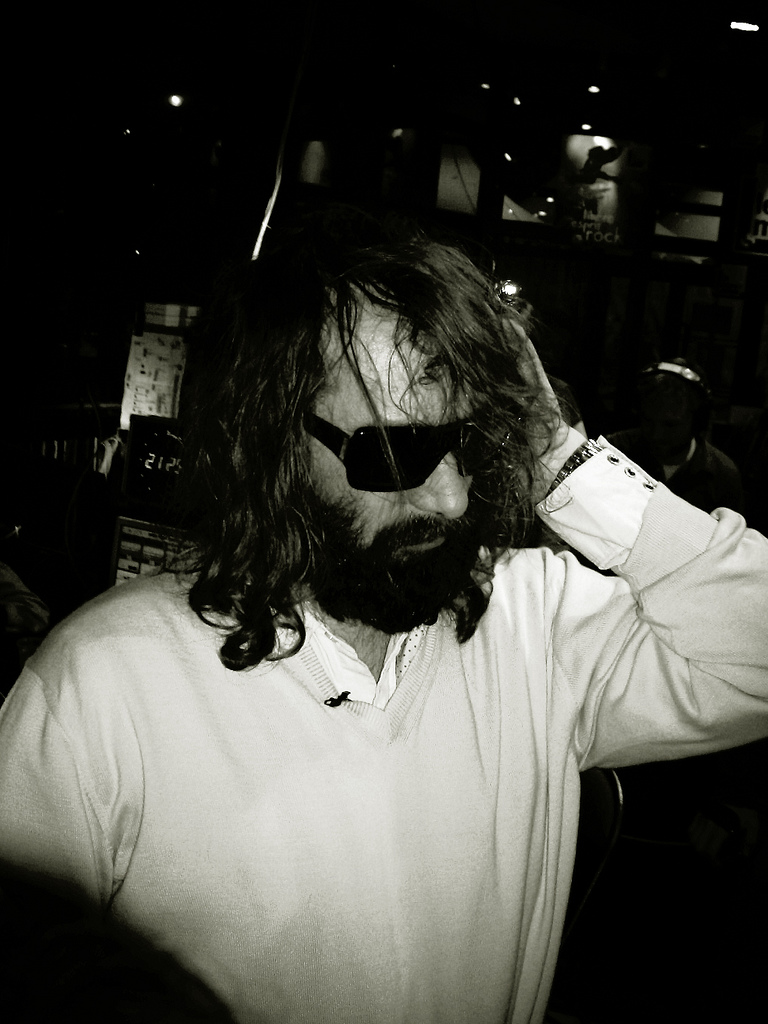
Sébastien Tellier
(avril 2008)

- Selon l'Institut Harris Interactive, les Français bénéficient du nombre de jours de vacances le plus important du monde avec en moyenne 37 jours, contre 14 pour les américains. La mise en place des RTT a accentué le phénomène et contribué à une pratique unique au monde, l'organisation du travail en fonction des congés. Cependant, selon le Crédoc, les Français payent ces nombreux jours de vacances par un moindre pouvoir d'achat : « 80 % préfèreraient aujourd'hui davantage d'argent que de temps » libre.
- Cinq régions françaises (Nord-Pas-de-Calais, Haute-Normandie, Limousin, Bretagne et Languedoc-Roussillon) connaissent depuis une dizaine de jours une petite épidémie de varicelle.
- Audience cumulée des radios en France pour le premier trimestre 2008 : RTL 12,6 % (+0,1), NRJ 11,0 % (-0,9), France Inter 9,8 % (-0,1), France Info 9,2 % (+0,5), Europe 1 9,1 % (-0,3), Skyrock 8,2 % (+0,3), Nostalgie 7,0 % (-0,8), Fun Radio 6,8 % (+0,3), France Bleu 6,5 % (-0,2), Virgin Radio 6,4 % (+0,6), RMC 5,7 % (+0,2), RTL 2 4,8 % (=), RFM 4,7 % (-0,4), Chérie FM 4,5 % (-1,1), Rires et chansons 3,4 % (+0,4).
- Une controverse se développe sur le choix de Sébastien Tellier, une figure excentrique des milieux électrobranchés, qui doit représenter la France au concours Eurovision de la chanson avec une chanson en anglais ce qui selon le député François-Michel Gonnot (UMP, Oise) « va à l'encontre de tous les discours officiels sur l'importance de défendre la francophonie » et ce qui déchaîne l'humour des journaux anglais. Pour le mensuel Platine la France a cette fois-ci définitivement perdu pied avec l'Eurovision : « Quoi qu'on fasse, on se retrouve toujours bon dernier. Chaque année, nous modifions notre système de sélection ».

### Jeudi 17 avril
- La septième manifestation lycéenne à Paris a regroupé 13 000 personnes selon la police (40 000 selon les organisateurs) pour protester contre les suppressions de postes à la rentrée. De nombreux incidents ont dégénéré, des groupes de « jeunes » de la banlieue se sont affrontés à plusieurs reprises, d'autres ont attaqué les manifestants pour les racketter. Une quinzaine de casseurs ont été arrêtés par les CRS. Selon le ministère, le nombre d'élèves en moins pour la rentrée prochaine serait supérieur aux vingt mille initialement annoncés, peut être le double.
- L'Observatoire de la sécurité des médecins publie les chiffres des violences contre les 105 000 médecins : 638 en 2003, 439 en 2004, 639 en 2005, 518 en 2006 et 867 en 2007, dont 59 % contre les médecins généralistes (51 % du corps médical), 47 % des violences ont lieu en milieu urbain, 33 % en banlieue, 16 % en milieu rural et 5 % aux urgences. Parmi les déclencheurs des violences : nature des traitements proposés 10 %, refus de prescription pour toxicomane 7 %, refus de certificat de travail 4 %. Près d'une agression sur dix donne lieu à une ITT supérieure à huit jours, un tiers des praticiens sont dépouillés.
- La ministre de l'Intérieur, Michèle Alliot-Marie, annonce la dissolution de deux groupes de supporters, les « Boulogne Boys » du PSG, à la suite de l'affaire de la banderole injurieuse du Stade de France lors du match PSG-Lens du 29 mars, et la « Faction Metz », à la suite des incidents lors du match Lyon-Metz du 23 février.
- Décès d'Aimé Césaire (94 ans), écrivain, poète et homme politique martiniquais, chantre de la négritude et de la dignité de l'homme noir. Ex-communiste jusqu'en 1956, après l'intervention soviétique, il fut maire de Fort-de-France pendant 56 ans de 1945 à 2001, député de la Martinique de 1945 à 1993, conseiller régional et président du Conseil régional de la Martinique.

### Vendredi 18 avril
- À la suite du dernier rapport de la Cour des comptes, le ministre des Transports, Dominique Bussereau, confie au sénateur Hubert Haenel (UMP, Haut-Rhin) une mission parlementaire d'enquête sur le système ferroviaire français.
- Un Eurostar met douze heures à faire le trajet Londres-Paris, suit à une série d'incidents, avec à son bord 640 passagers, devant changer deux fois de train après que le deuxième est aussi tombé en panne.
- L'ancien premier ministre Lionel Jospin est reçu au palais de l'Élysée par le président Nicolas Sarkozy pour s'entretenir de la prochaine présidence de l'Union européenne. Alors premier ministre, il avait conduit une présidence européenne et a fréquenté pendant cinq ans les conseils européens.
- Le maire socialiste de Paris, Bertrand Delanoë, veut faire du logement social, la "priorité de son nouveau mandat", prévoyant d'y consacrer 4,2 milliards d'euros d'ici 2014 pour construire 40 000 logements sociaux supplémentaires dont 27 000 neufs.
- L'ancien porte-parole de l'Élysée, David Martinon est nommé consul général de France à Los Angeles.
- Le parti Alternative libérale, créé en 2006 par de jeunes actifs et des étudiants, pour prouver que le libéralisme pouvait être une réponse aux problèmes de la société française, est en pleine période d'éclatement, entre les partisans de Sabine Hérold et ceux de Aurélien Véron qui vient de fonder le Parti libéral démocrate.

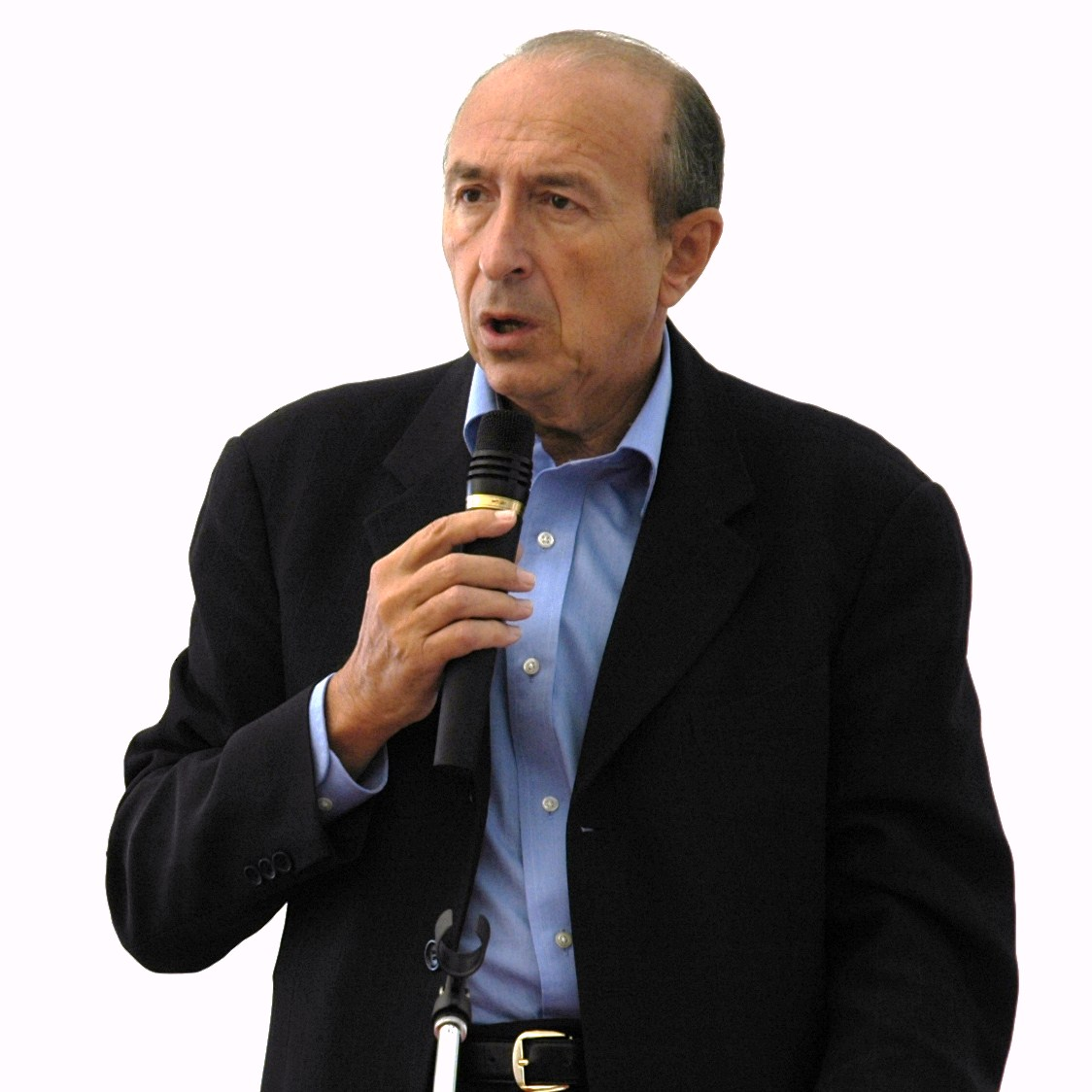
Gérard Collomb
(septembre 2007)

- Réélection du sénateur-maire socialiste de Lyon, Gérard Collomb à la présidence de la communauté urbaine de Lyon avec 117 voix sur les 155 conseillers communautaires. Majoritaire avec 84 élus de gauche, il a aussi engrangé une vingtaine de voix centristes de petites communes et celles d'une dizaine d'élus de droite.
- Dans l'affaire Kerviel-Société générale, le supérieur hiérarchique du trader, Éric Cordelle (polytechnicien et spécialiste de la statistique), dont la compétence est sérieusement mise en cause, a décidé de se porter partie civile. Menacé de licenciement et mis en cause par les accusations de l'ancien courtier, il veut pouvoir se défendre juridiquement et avoir accès au dossier d'instruction.

### Dimanche 20 avril
- Le maire de Paris, Bertrand Delanoë a élevé le Dalaï-lama au rang de citoyen d'honneur de la ville de Paris, mais cette initiative ne fait pas l'unanimité indépendamment de la couleur politique.
- Décès de Germaine Tillion (100 ans), pionnière de l'ethnologie et grande figure de la Résistance française.

### Lundi 21 avril
- Une violente explosion détruit entièrement une résidence hôtelière à Zonza dans le sud de la Corse. L'hôtel était en travaux de rénovation. Le même matin, deux villas en construction à Conca au nord de Porto-Vecchio ont été abîmées par deux attentats à la bombe.
- Décès du comédien et chanteur Farid Chopel (55 ans) dû à un cancer foudroyant.
- La ministre de la Santé, Roselyne Bachelot rend visite à l'hôpital d'Épinal où selon un premier bilan quelque 5 500 personnes ont été victimes de surirradiation au cours de traitements dans le service de radiothérapie entre 1987 et 2006. Deux mille autres personnes seraient aussi concernées. Cette catastrophe serait le résultat d'une succession d'erreurs et de fautes commises souvent indépendamment les unes des autres. Les matériels des 180 centres de radiothérapie ont été "vérifiés" et "reparamétrés" et la durée de formation des radiophysiciens a été augmentée de deux à trois ans. 200 000 brochures informatives ont été distribuées aux centres de radiothérapies et une indemnisation financière sera prise en charge par l'Office national d'indemnisation des accidents médicaux (ONIAM).
- Sept jeunes corses liés aux attentats du 20 décembre contre la préfecture d'Ajaccio (grenade) et du 19 février dernier contre le tribunal (mitraillage) sont arrêtés et immédiatement transférés par avion vers Paris à la direction centrale de la police judiciaire.
- Le chasseur qui a tué fin 2004 l'ourse "Cannelle", le dernier plantigrade de souche pyrénéenne, a été relaxé par le tribunal correctionnel de Pau. Le juge a suivi les réquisitions du procureur qui a estimé justifié l'état de "nécessité" et a souligné l'absence d'"interdiction formelle" de chasse, bien que l'ours soit une espèce protégée.
- Le groupe d'édition espagnol Planeta (CA2006 1,8 milliard €) acquiert le n°2 français de l'édition, le groupe Editis (CA2007 760,3 millions €) pour 1 026 millions d'euros auprès du groupe Wendel. Editis regroupe : First Editions, La Découverte, Éditions XO, Le Cherche Midi, Place des éditeurs (Presses de la cité, Belfond, Convergences, Omnibus, Hors Collection, Le Pré aux Clercs, Solar, Acropole, Lonely Planet, Hemma et Langue au chat), Univers Poche (Pocket et 10/18), Perrin, Plon, Bordas, Nathan, Paraschool et Le Robert.

### Mardi 22 avril
- Selon le bureau de surveillance de l'Eurex, la Société générale aurait a plusieurs reprises été mise en garde sur les agissements du trader Jérôme Kerviel sur le marché à terme. Le 19 octobre 2007, il négocie 6 000 contrats à terme d'une valeur de 1 milliard d'euros alors que le plafond total des huit traders de la Société générale était de 125 millions. Le 20 novembre 2007, la banque aurait répondu à Eurex qu'elle avait interrogé le trader et que ses réponses l'avaient satisfaite et que le volume des opérations étaient justifiées par l'évolution du marché.
- L'Inspection générale des affaires sociales (Igas) préconise de réduire largement le nombre d'organismes agréés chargés de la collecte des fonds de la formation professionnelle (une centaine), d'améliorer l'accès à la formation jugé très "inégalitaire", mais aussi d'accroître leur rôle de conseil de la politique de formation des entreprises.
- Le secrétaire d'État à la prospective et à l'économie numérique, l'ancien socialiste Éric Besson, installe la commission France 2025, chargée d'une mission de prospective et d'"échafauder un ensemble de scénarios possible et d'options pour la France" sur des sujets divers comme mondialisation, les services publics, le vivre ensemble, la protection contre les risques, la gestion des ressources rares...

### Mercredi 23 avril
- Début des travaux de la commission économique Stiglitz chargée de mesurer la performance économique et le progrès social. Selon le président Nicolas Sarkozy : « Il faut réfléchir aux limites de notre comptabilité nationale et mieux prendre en compte les conditions réelles et la qualité de vie des Français ». La commission comprend quatre prix nobels d'économie : Joseph Stiglitz, Amartya Sen, Daniel Kahneman et James Heckman.
- Le syndicat CGT appelle à la grève des 27 ports de commerce français contre le projet de loi sur la réforme des ports lequel comprend la privatisation des activités de manutention des sept grands ports concernant les grutiers et les portiqueurs.
- 350 policiers investissent le quartier des Beaudottes à Sevran (Seine-Saint-Denis) pour une opération de lutte antidrogue.

### Jeudi 24 avril
- L'intervention télévisée du président de la République a été suivie par près de douze millions de téléspectateurs. Selon le baromètre OpinionWay, 49 % des Français ont été convaincus, 77 % l'on trouvé dynamique, 67 % courageux et 50 % sincère, mais seulement 35 % l'on trouvé proche de leurs préoccupations et à leur écoute et 27 % rassembleur.
- Le magazine "Bretons" publie une interview de Jean-Marie Le Pen dans laquelle, le président du Front national réitère ses propos sur les chambres à gaz. En 1997, ses mêmes propos lui avaient valu une condamnation à 1,2 million de FF (183 200 euros) pour banalisation des persécutions nazies. L'UEJF, la Licra et le MRAP annoncent des poursuites.
- Le groupe de distribution Système U annonce l'arrêt du développement de leur dispositif de distribution de bioéthanol, installé en 2006 avec 22 pompes qui distribuent seulement en moyenne un millier de litres par mois. Déclarant que « Force est de constater que cet agrocarburant n'est pas une alternative crédible pour l'avenir », car le bioéthanol a suscité très peu d'adhésion auprès des automobilistes, en produire nécessite une agriculture très polluante en plus de la diminution de la surface cultivable destinée à l'alimentation.
- Depuis le lancement de la télévision numérique terrestre, le parc des téléviseurs et récepteurs capables de la recevoir se montent à 17,4 millions : 5,1 millions de téléviseurs "TNT intégrée", 5,9 d'adaptateurs et 1,5 million d'ordinateurs "TNT intégrée".

### Vendredi 25 avril

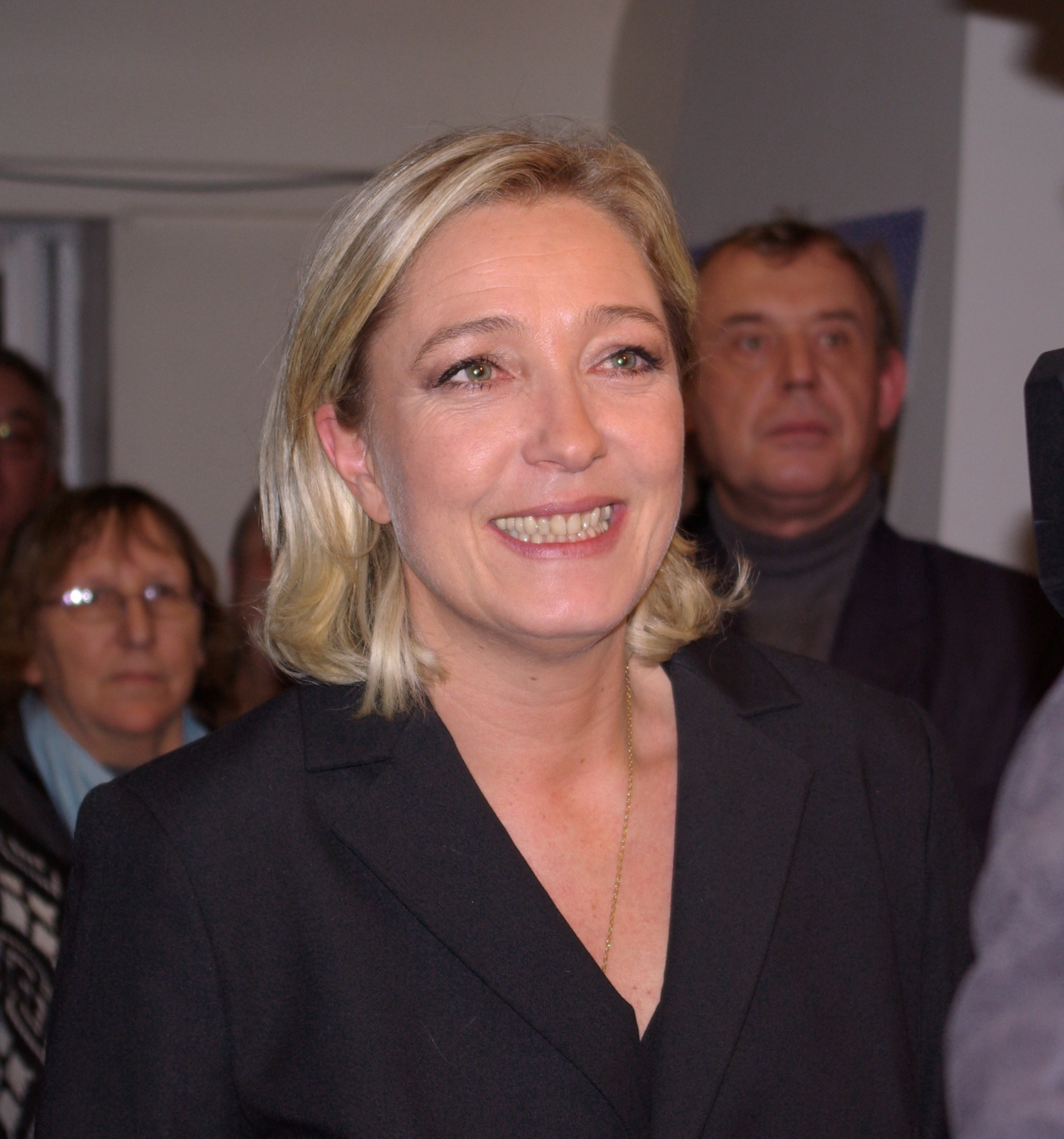
Marine Le Pen
(janvier 2008)

- La vice-présidente du Front national, Marine Le Pen déclare sur BFM-TV, qu'elle « ne partage pas sur ces évènements la même vision » que son père, Jean-Marie Le Pen qui dans une interview a confirmé les propos qu'il avait tenus en 1987 sur les chambres à gaz comme détail de la Seconde Guerre mondiale. En janvier 2005, après les propos de son père sur l'occupation allemande, elle s'était mise quelque temps en congé du Front national.
- Plus de cinq mille Australiens sont venus célébrer le 90e anniversaire de la bataille de Villers-Bretonneux, où le 25 avril 1918 quelque 4 000 soldats australiens parvinrent à stopper une dangereuse contre-offensive allemande, au prix de 1 500 morts et blessés. Le Mémorial édifié en 1938 rend hommage aux quelque 11 000 soldats australiens morts sans sépulture ; 46 000 Australiens sont morts sur le front entre 1916 et 1918. La cérémonie est retransmise en direct en Australie par la chaîne nationale ABC.
- Le meurtre de la jeune suédoise Susanna Zetterberg met en lumière l'existence dans les rues de Paris de milliers de taxis clandestins, étudiants, chômeurs, salariés, immigrés en situation irrégulière, à la recherche d'un revenu de complément. Selon les taxis parisiens, cette concurrence déloyale s'exerce devant les gares, les aéroports, les boîtes nuit et même partout dans les rues où ils n'hésitent pas à aller racoler les touristes.
- La société verrière Duralex est mise en redressement judiciaire. Elle s'était déclarée en cessation de paiement le 1er avril dernier en raison d'un endettement de 22 millions dont 7,5 exigibles immédiatement. Elle emploie 240 personnes à La Chapelle-Saint-Mesmin (Loiret)
- Début de la huitième quinzaine du commerce équitable.

### Lundi 28 avril
- Visite officielle de 48 heures du président français Nicolas Sarkozy avec un discours à l'INSAT de Tunis. Parmi les thèmes de discussion abordés : l'Union pour la Méditerranée et le futur siège de son secrétariat en Tunisie. La veille, dans la presse tunisienne, il a déclaré : « Il faut que notre partenariat soit le fruit d'un véritable dialogue Nord-Sud et non un concept imposé au Sud par le Nord ».
- La ministre de l'Économie, Christine Lagarde, présente le projet de loi de modernisation de l'économie (LME). Le texte comporte 37 articles divisé en quatre parties :  attractivité et financement de l'économie.
  - Entrepreneuriat : création du statut du micro-entrepreneur, réduction des délais de paiement, optimisation du dispositif d'appui à l'exportation, suppression des effets de seuil lié au nombre de salarié, protection du patrimoine de l'entrepreneur, harmonisation des taux de mutation, réduction d'impôts sur les emprunts de reprise d'entreprise.
  - Concurrence, prix : Liberté de négociation des prix entre la grande distribution et ses fournisseurs, liberté des ristournes, augmentation du seuil de 300 à 1 000 m² pour les ouvertures de magasin, deux semaines supplémentaires de soldes libres, transformation du Conseil de la concurrence en une Haute Autorité disposant de larges pouvoirs d'investigation,
  - Nouvelles technologies : Internet haut débit pour tous facilité, attribution des licences d'opérateur du câble optique par enchères sans critères initiaux.
- Financement de l'économie : élargissement de la distribution du livret A à toutes les banques, toilettage du statut de la Caisse des dépôts et consignations.
- Le ministre de l'Éducation nationale, Xavier Darcos, présente la version finale des nouveaux programmes de l'école primaire qui doit être mis en œuvre dès la prochaine rentrée. Le français et les mathématiques y ont une part essentielle. Le projet initial a été remanié sur plus d'une centaine de points pour prendre en considération les 1 100 synthèses tirées des consultations faites auprès des enseignants dans les écoles primaires. Il tient aussi comptes des remarques des parents d'élèves et des parlementaires. Deux anciens ministres de l'éducation, Jack Lang et Luc Ferry estime le projet « rétrograde » alors que les syndicats dénoncent une vision « passéiste » et « mécaniste » de l'école.

- La secrétaire d'État à la Ville, Fadela Amara, lance son « Contrat d'autonomie » dont l'objectif est d'accompagner d'ici trois ans, 45 000 jeunes des cités vers l'emploi avec de nouvelles méthodes inspirées de ce qui s'est fait en Grande-Bretagne. Ce contrat fait partie du plan banlieue présenté le 8 février dernier par le président Nicolas Sarkozy, il concernera 35 départements et devrait coûter 250 millions d'euros. Selon Fadela Amara, seul le résultat sera pris en compte et les organismes de placement ne seront payés qu'en fonction de leur réussite : « On va leur apprendre à se réveiller le matin, à rédiger un CV et à intégrer les codes de l'entreprise ».
- Le ministre du Travail, Xavier Bertrand, et le secrétaire d'État à l'emploi, Laurent Wauquiez, reçoit les partenaires sociaux (syndicats ouvrier et patronaux) pour leur remettre le texte d'orientation de la réforme des retraites. Parmi les mesures envisagées : allongement à 41 ans de la durée de cotisation, suppression de toutes les limites liées à l'âge pour les seniors, réforme des processus de rachat des anciens trimestres, réforme des surpensions pour les fonctionnaires prenant leur retraite en outre-mer, réforme de l'IRCANTEC, revalorisation du minimum retraite, des retraites agricoles et des pensions de réversion, transfert des excédents de l'UNEDIC vers l'assurance-vieillesse.
- Selon un sondage IFOP-Fédération des banques françaises, 53 % des PME estiment que les banques ne leur fournissent pas les moyens de se développer.

- La SNCF lance son OPA amicale sur Géodis dans le but de créer le champion français du transport de marchandises (fret) et de la logistique, capable de répondre aux attentes des entreprises par des solutions complètes associant routes, bateau, avion et rail.
- L'association Unitas (chrétiens pratiquants) s'inquiète de « la recrudescence de profanations de cimetières » [...] « plus de quinze sépultures chrétiennes » seraient en moyenne saccagées par semaine.

### Mercredi 30 avril
- Le parlement vote la réforme de la loi contre le dopage dans le milieu sportif. La détention et/ou le trafic de produits dopants sont désormais susceptibles d'une condamnation à une peine de 5 ans de prison et à une amende de 75 000 €. Si les faits sont commis en bande organisée, la peine de prison peut être portée à 7 ans et l'amende à 150 000 €. Pour un usage personnel, la peine est de 1 an de prison et de 3 750 € d'amende. L'opposition PS / PC s'est abstenue et a dénoncé la pénalisation des sportifs.
- Le groupe Lagardère achète les Éditions Massin (CA 2007 40 M.€), une entreprise familiale presque centenaire, qui édite les mensuels Art & Décoration (5,7 millions de lecteurs) et Maison & Travaux.